# باغ اتابک (شیراز)
باغ فیروزی یا باغ اتابک یکی از باغ‌های تاریخی استان فارس واقع در شهر شیراز بوده است که در دوران اتابکان توسط اتابک ابوبکر بن سعد زنگی بنا شده‌است.
این باغ که هم‌اکنون ویران شده است در بین محله‌های سر دزک ، سنگ سیاه ، میدان شاه و درب مسجد قرار داشته است و در نزدیکی آن دارالشفایی به دست ابوبکر سعد نیز ساخته شده است.